# Modèle Sloanien
 (janvier 2011).
Si vous disposez d'ouvrages ou d'articles de référence ou si vous connaissez des sites web de qualité traitant du thème abordé ici, merci de compléter l'article en donnant les références utiles à sa vérifiabilité et en les liant à la section « Notes et références ».

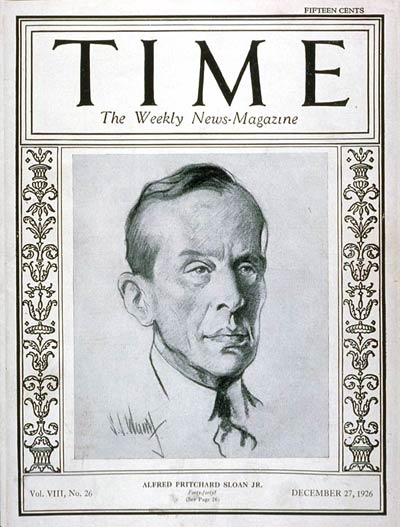
Alfred P. Sloan en couverture du Time magazine (27 décembre 1926)

Le modèle Sloanien est la résultante d’une volonté d'assouplissement du Taylorisme au sortir de la Seconde Guerre mondiale (1939-1945). Alfred Sloan fut président de General Motors pendant près de 30 ans et sa politique révolutionnaire, qui répondait aux attentes des consommateurs américains des Trente Glorieuses permis à GM de devenir le premier vendeur d’automobile au monde au début des années 1930, et ceci jusqu'à la fin du XXe siècle.
Ce nouveau modèle se traduit grâce à plusieurs concepts clés :
- un travail à la chaîne avec une utilisation de l'Organisation scientifique du travail prônée par Taylor dès 1911, celle-ci permet à l'entreprise de tirer les salaires vers le bas, car la main d'œuvre n'est pas qualifiée, mais aussi et surtout, cela permet une hausse de la productivité des ouvriers ;
- une homogénéisation des composants industriels (les pièces sont réutilisées sur plusieurs modèles différents) ce qui permet une baisse significative des coûts de production ;
- ce qui induit une multiplication de l'offre à moindre frais, de nouveaux modèles sont conçus, alors que les pièces de ces modèles sont absolument identiques au modèle précédent.

Ce modèle Sloanien encourage le consommateur à toujours acheter plus, car il engendre une incitation au changement avec le système d’« obsolescence planifiée ». En effet, le consommateur à l'impression, lorsqu'un nouveau modèle de voiture est commercialisé, que sa voiture n'est plus « à la mode ».

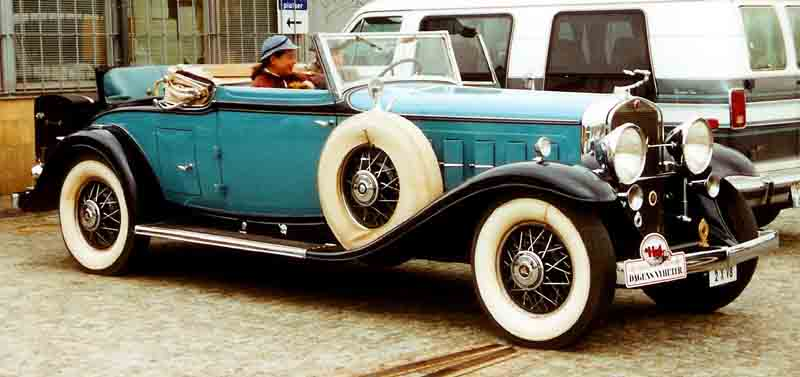
Cadillac Series 452-A Convertible Coupé 1931.
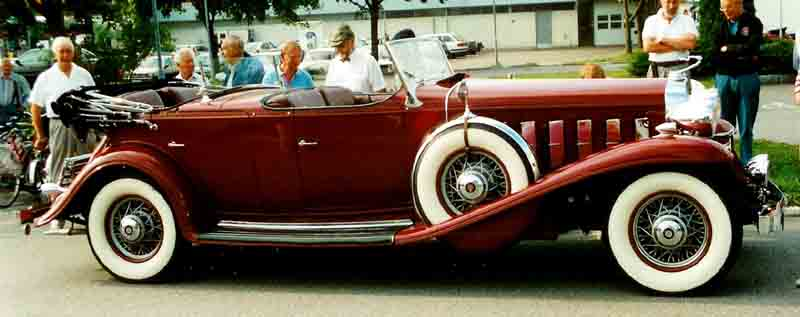
Cadillac Series 452-B Dual Cowl Phaeton 1932.